# Plagium
En derecho romano el plagium fue un delito que sancionaba tanto el secuestro de hombres libres como el de esclavos ajenos. Se consideraba asimismo plagium aun cuando un esclavo hacía el secuestro sciente dominio. Fue perseguido por la lex Fabia y contó con una quaestio perpetua llamada quaestio de plagiariis.